# Malcolm Wallop
Malcolm Wallop (New York, 27 febbraio 1933 – Big Horn, 14 settembre 2011) è stato un politico statunitense, senatore per lo stato del Wyoming dal 1977 al 1995.

## Biografia
Nato a New York in una famiglia britannica di origini nobili, Wallop era nipote dell'ottavo Conte di Portsmouth. Sua sorella Jean sposò Henry Herbert, VII conte di Carnarvon, storico amico della regina Elisabetta. Suo nipote George Herbert è il proprietario di Highclere Castle, l'abbazia utilizzata per le riprese della serie televisiva Downton Abbey.
Laureatosi all'Università Yale, Wallop prestò servizio militare nell'esercito e successivamente entrò in politica con il Partito Repubblicano. Tra il 1969 e il 1976 operò all'interno della legislatura statale del Wyoming, dapprima nella  Camera dei rappresentanti e poi nel Senato di stato.
Nel 1974 Wallop si candidò alla carica di governatore del Wyoming, ma venne sconfitto nelle primarie. Due anni più tardi, si candidò al Senato, riuscendo a sconfiggere il democratico in carica Gale McGee. Negli anni successivi Wallop fu riconfermato dagli elettori per altri due mandati finché nel 1994 decise di non candidarsi ulteriormente e lasciò il Congresso alla scadenza del mandato.
Sposatosi quattro volte, Malcolm Wallop ebbe quattro figli, tutti dal primo matrimonio. Morì nel 2011 all'età di settantotto anni.

## Ascendenza
|                                         |                     |                          | Genitori                              |  |  | Nonni |  |  | Bisnonni                                   |  |  | Trisnonni                               |  |
|                                         |                     |                          |                                       |  |  |       |  |  | Isaac Newton Wallop, V conte di Portsmouth |  |  | Newton Fellowes, IV conte di Portsmouth |  |
|                                         |                     |                          |                                       |  |  |       |  |  | Isaac Newton Wallop, V conte di Portsmouth |  |  | Newton Fellowes, IV conte di Portsmouth |  |
|                                         |                     | lady Catherine Fortescue |                                       |  |  |       |  |  | Isaac Newton Wallop, V conte di Portsmouth |  |  |                                         |  |
| Oliver Wallop, VIII conte di Portsmouth |                     |                          |                                       |  |  |       |  |  | Isaac Newton Wallop, V conte di Portsmouth |  |  |                                         |  |
|                                         |                     | lady Eveline Herbert     | Henry Herbert, III conte di Carnarvon |  |  |       |  |  |                                            |  |  |                                         |  |
|                                         |                     | lady Eveline Herbert     | Henry Herbert, III conte di Carnarvon |  |  |       |  |  |                                            |  |  |                                         |  |
|                                         |                     | lady Eveline Herbert     | hon. Henrietta Anna Molyneux-Howard   |  |  |       |  |  |                                            |  |  |                                         |  |
| hon. Oliver Wallop                      |                     | lady Eveline Herbert     |                                       |  |  |       |  |  |                                            |  |  |                                         |  |
|                                         |                     | Samuel Johnson Walker    | Henry Walker                          |  |  |       |  |  |                                            |  |  |                                         |  |
|                                         |                     | Samuel Johnson Walker    | Henry Walker                          |  |  |       |  |  |                                            |  |  |                                         |  |
|                                         |                     | Samuel Johnson Walker    | Caroline Cooper                       |  |  |       |  |  |                                            |  |  |                                         |  |
| Marguerite Walker                       |                     | Samuel Johnson Walker    |                                       |  |  |       |  |  |                                            |  |  |                                         |  |
|                                         |                     | Amanda Morehead          | Charles Slaughter Morehead            |  |  |       |  |  |                                            |  |  |                                         |  |
|                                         |                     | Amanda Morehead          | Charles Slaughter Morehead            |  |  |       |  |  |                                            |  |  |                                         |  |
|                                         |                     | Amanda Morehead          | Margaret Leavy                        |  |  |       |  |  |                                            |  |  |                                         |  |
| Malcolm Wallop                          |                     | Amanda Morehead          |                                       |  |  |       |  |  |                                            |  |  |                                         |  |
|                                         | William Henry Moore | Nathaniel Ford Moore     |                                       |  |  |       |  |  |                                            |  |  |                                         |  |
|                                         | William Henry Moore | Nathaniel Ford Moore     |                                       |  |  |       |  |  |                                            |  |  |                                         |  |
|                                         | William Henry Moore | Rachel Arrilla Beckwith  |                                       |  |  |       |  |  |                                            |  |  |                                         |  |
| Edward Small Moore                      | William Henry Moore |                          |                                       |  |  |       |  |  |                                            |  |  |                                         |  |
|                                         |                     | Ada Waterman Small       | Edward Alonso Small                   |  |  |       |  |  |                                            |  |  |                                         |  |
|                                         |                     | Ada Waterman Small       | Edward Alonso Small                   |  |  |       |  |  |                                            |  |  |                                         |  |
|                                         |                     | Ada Waterman Small       | Mary Caroline Roberts                 |  |  |       |  |  |                                            |  |  |                                         |  |
| Jean Moore                              |                     | Ada Waterman Small       |                                       |  |  |       |  |  |                                            |  |  |                                         |  |
|                                         |                     | John Rainey McGinley     | John McGinley                         |  |  |       |  |  |                                            |  |  |                                         |  |
|                                         |                     | John Rainey McGinley     | John McGinley                         |  |  |       |  |  |                                            |  |  |                                         |  |
|                                         |                     | John Rainey McGinley     | Mary Logan Rainey                     |  |  |       |  |  |                                            |  |  |                                         |  |
| Jean Ray McGinley                       |                     | John Rainey McGinley     |                                       |  |  |       |  |  |                                            |  |  |                                         |  |
|                                         |                     | Jennie Atterbury         | Thomas Bakewell Atterbury             |  |  |       |  |  |                                            |  |  |                                         |  |
|                                         |                     | Jennie Atterbury         | Thomas Bakewell Atterbury             |  |  |       |  |  |                                            |  |  |                                         |  |
|                                         |                     | Jennie Atterbury         | Sarah Montgomery                      |  |  |       |  |  |                                            |  |  |                                         |  |
|                                         |                     | Jennie Atterbury         |                                       |  |  |       |  |  |                                            |  |  |                                         |  |